# Against All Odds (Tragedy Khadafi)
Against All Odds è il terzo album del rapper statunitense Tragedy Khadafi, pubblicato nel 2001 da Gee Street e V2 Records. È il primo album ufficiale distribuito sotto lo pseudonimo di Tragedy Khadafi, dopo aver creato la propria etichetta a metà anni novanta, la 25 to Life Entertainment. Prodotto da Just Blaze, Prince Paul, DJ Clue e The Hitmen, partecipano all'album, tra gli altri, Cormega e Ja Rule.

## Tracce
| #  | Titolo                                     | Featuring                        | Autore musica                               | Durata |
| -- | ------------------------------------------ | -------------------------------- | ------------------------------------------- | ------ |
| 1  | "Intro (The Conflict)"                     |                                  | Prince Paul                                 | 1:04   |
| 2  | "Against All Odds"                         |                                  | Just Blaze                                  | 3:56   |
| 3  | "Crime Nationalists"                       | Headrush Napoleon, Tasha Holiday | Sha Money XL                                | 4:28   |
| 4  | "Lift Ya Glass"                            |                                  | Ayatollah                                   | 4:32   |
| 5  | "Skit 2: The Jump Off"                     |                                  | Prince Paul                                 | 1:06   |
| 6  | "Bing Monsters"                            | Ja Rule, Headrush Napoleon       | Sha Money XL                                | 4:25   |
| 7  | "Live By The Gun"                          |                                  | Tragedy Khadafi                             | 3:44   |
| 8  | "They Force My Hand"                       | Cormega                          | Spunk Bigga                                 | 4:43   |
| 9  | "Permanently Scarred [I Don't Wanna Wait]" | B-Minor, Joya                    | Spunk Bigga                                 | 5:04   |
| 10 | "Sidewalk Confessions"                     | Headrush Napoleon, Killah Shah   | Richard "Younglord" Frierson for The Hitmen | 4:14   |
| 11 | "Say Goodbye"                              | Killah Shah, Dave Bing           | Sha Money XL                                | 4:08   |
| 12 | "Blood Type"                               |                                  | DJ Clue & Duro                              | 3:45   |
| 13 | "What Makes You Think"                     | Killah Shah, Angel Dust          | P. King The Specialist                      | 3:56   |
| 14 | "Skit 3: More Thugg More Names"            |                                  | Prince Paul                                 | 2:39   |
| 15 | "Never Bite The Hand"                      | Milz                             | Spunk Bigga                                 | 4:25   |
| 16 | "T.M. [Message To Killa Black]"            |                                  | Nashiem Myrick for The Hitmen               | 4:13   |
| 17 | "2-5 Radio"                                | Killah Shah, Angel Dust          | Digga                                       | 5:12   |
| 18 | "In Memory Of"                             | Olu                              | Spunk Bigga                                 | 4:49   |